# Знамя Победы над рейхстагом (фото Тёмина)
«Знамя Победы над Рейхстагом» — известная фотография фотокорреспондента газеты «Правда» Виктора Тёмина.

## Обстановка в Берлине накануне освобождения
С вступлением Красной Армии в Берлин появилось много фотографий с изображением знамён на захваченных зданиях города. Советские военные корреспонденты многократно запечатлели заключительный победоносный момент войны — водружение красного знамени над рейхстагом. Эти снимки, в соответствии с практикой военного фоторепортажа, делались обычно после боев.

## Установление настоящего Знамени Победы
Событие, которое произошло во время Берлинской операции 30 апреля 1945 г. в 22 часа 40 минут по местному времени. Флаг (под номером 5), который был установлен на крыше рейхстага, вначале был установлен в отверстие короны скульптуры Богини Победы В. Н. Маковым, Г. К. Загитовым, А. П. Бобровым, А. Ф. Лисименко и М. П. Мининым, а 2 мая был перенесён на купол здания Михаилом Егоровым, Абдулхакимом Исмаиловым и Алексеем Ковалёвым.

## Фотография
Фотография крыши Рейхстага была сделана Тёминым в полдень 1 мая 1945 года с борта самолёта По-2. Снимок обошёл газеты и журналы десятков стран мира.
Лётчик И. Ветшак впоследствии вспоминал: «В связи с очень сложной обстановкой нам, к сожалению, удалось всего только раз пролететь вблизи Рейхстага, где развевался красный флаг. Вот так и появился этот единственный снимок».
Существует, однако, версия, согласно которой на оригинальном кадре Тёмина не было Знамени Победы (так как на купол Рейхстага знамя было перенесено только 2 мая), и оно было лишь пририсовано перед публикацией в газетах.